# Paroaria
Paroaria är ett fågelsläkte i familjen tangaror inom ordningen tättingar: Släktet omfattar sex arter som förekommer i Sydamerika:
- Rödtofsad kardinaltangara (P. coronata)
- Rödhuvad kardinaltangara (P. dominicana)
- Brunstrupig kardinaltangara (P. gularis)
- Rödpannad kardinaltangara (P. nigrogenis)
- Svartmaskad kardinaltangara (P. nigrogenis)
- Gulnäbbad kardinaltangara (P. capitata)

Fram tills nyligen placerades de i familjen Emberizidae, men DNA-studier visar att de hör hemma bland tangarorna.